# Bulbophyllum virescens
Bulbophyllum virescens es una especie de orquídea epifita  originaria de  Java y Borneo.

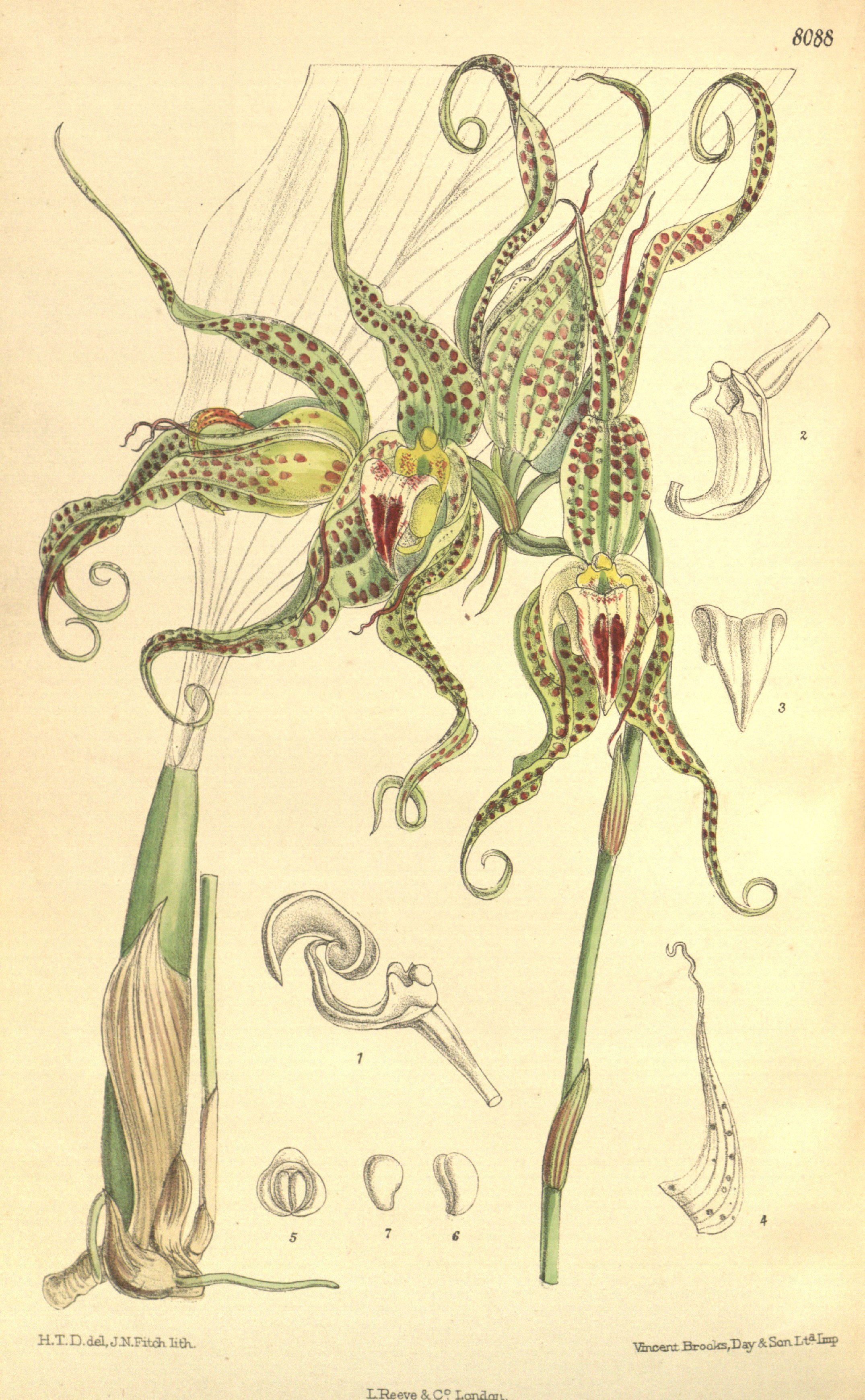
Ilustración

## Descripción
Es una orquídea de pequeño tamaño, con hábitos epifita con grandes pseudobulbos cilíndricos comprimidos lateralmente,  que llevan una sola hoja, apical, oblonga,   peciolada de hoja grande. Florece en la primavera en una inflorescencia de 15 a 20 cm de largo, con 8-12  flores de olor fétido que aparecen debajo de la hoja.

## Distribución y hábitat
Se encuentra en Java y Borneo en los bosques en el musgo en las elevaciones alrededor de 1000-1400 metros en troncos podridos y en zonas ricas en humus. 

## Taxonomía
Bulbophyllum virescens fue descrita por Johannes Jacobus Smith   y publicado en Bulletin de l'Institut Botanique de Buitenzorg 7: 3. 1907.
Etimología
Bulbophyllum: nombre genérico que se refiere a la forma de las hojas que es bulbosa.
binnendijkii: epíteto otorgado en honor de Binnendijk, un botánico alemán en Indonesia en los finales de 1800.
virescens: epíteto latíno que significa "verdoso".
Sinonimia
- Bulbophyllum binnendijkii J.J.Sm.
- Bulbophyllum ericssonii Kraenzl.
- Cirrhopetalum leopardinum Teijsm. & Binn.	[4][5]